# Kaori Niyanagi
Kaori Niyanagi (二柳かおり?; Prefettura di Shiga, 21 novembre 1977) è un'ex sollevatrice giapponese che ha gareggiato nella categoria dei pesi gallo (fino a 48 kg.).

## Carriera
Iniziò da ragazzina a praticare il badminton, per poi passare al sollevamento pesi.
Dopo essersi imposta a livello nazionale, nel 1999 vinse la medaglia di bronzo ai Campionati mondiali di Atene con 185 kg. nel totale, dietro la bulgara Donka Minčeva (192,5 kg.) e l'indonesiana Sri Indriyani (stesso risultato di Niyanagi).
L'anno seguente Kaori Niyanagi conquistò la medaglia d'oro ai Campionati asiatici di Osaka con 185 kg. nel totale e, dopo pochi mesi, partecipò alle Olimpiadi di Sydney 2000, dove il sollevamento pesi femminile faceva il suo esordio come disciplina olimpica, terminando la competizione al 6º posto finale con 175 kg. nel totale.